# Saskia
Saskia  è un nome proprio di persona olandese e tedesco femminile.

## Origine e diffusione
Continua l'antico nome germanico Saxa o Saxia, basato sull'elemento sachs, "sassone", e significante quindi "donna dei sassoni"; etimologicamente, il nome della tribù dei sassoni deriva dal germanico sahs, che significa "coltello". Il nome venne utilizzato da John Buchan per un personaggio del suo romanzo Huntingtower, facendolo passare per un nome di origine slava.

## Persone

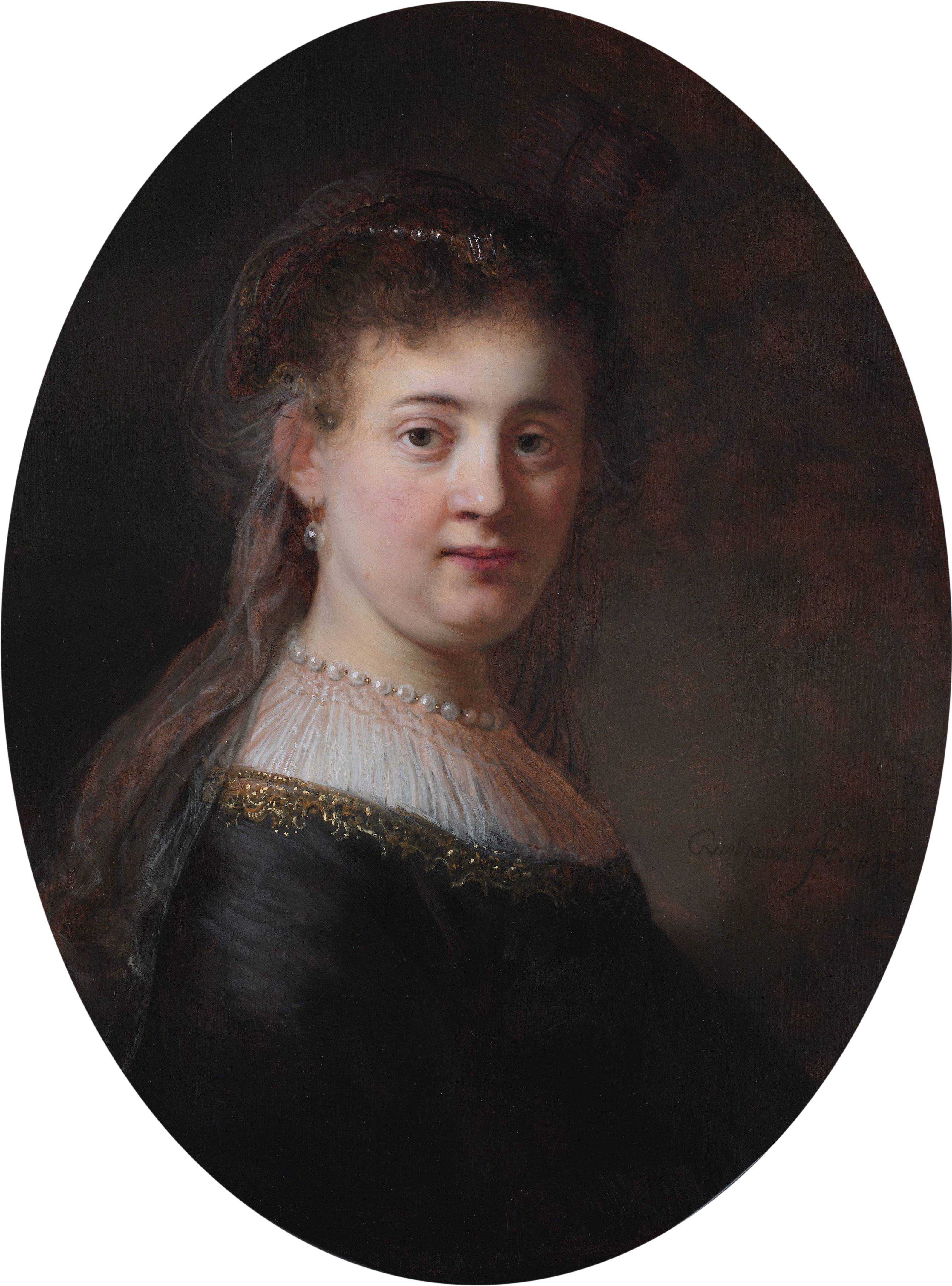
Saskia van Uylenburgh

- Saskia Burmeister, attrice australiana
- Saskia de Brauw, modella olandese
- Saskia de Jonge, nuotatrice olandese
- Saskia Hippe, pallavolista tedesca
- Saskia Santer, biatleta e fondista italiana
- Saskia Sassen, sociologa ed economista statunitense
- Saskia Valencia, attrice e conduttrice televisiva tedesca
- Saskia van Uylenburgh, moglie di Rembrandt

## Il nome nelle arti
- Saskia è un personaggio del videogioco The Witcher 2: Assassins of Kings.
- Saskia Adelaar è un personaggio del film del 1983 L'ascensore, diretto da Dick Maas.
- Saskia Hazard è un personaggio del romanzo di Angela Carter Figlie sagge.
- Saskia Wagter è un personaggio del film del 1988 Spoorloos, diretto da George Sluizer.

## Toponimi
- 461 Saskia è un asteroide della fascia principale, che prende il nome dalla già citata moglie di Rembrandt.